# デニス・プロコペンコ
デニス・ヘンナディヨヴィチ・プロコペンコ（ウクライナ語: Дени́с Генна́дійович Прокопе́нко）は、ウクライナのウクライナ国家親衛隊の軍人。第1軍団長。ウクライナ英雄。

## 経歴

### 幼少期・教育
プロコペンコは子供の頃からサッカーや格闘技などのスポーツに熱中していた。また、FCディナモ・キーウの熱心なファンであり、後年にはウルトラスでもあった。
キーウ国立言語大学ゲルマン語学科を卒業し、英語教授法を専攻して学位を取得した。
2020年、ウクライナ国防大学校（軍隊運用のための指揮参謀研究所）に入学し、機械化部隊と戦車部隊の戦闘運用と統制を専門としている。

### 軍歴
プロコペンコは2014年7月11日からドンバス戦争に参加しており、最初は下士官として、その後は小隊、中隊の隊長として参加した。2016年7月のインタビューで、プロコペンコは部隊の軍事能力の向上について、「古い分隊から多くの経験豊富な兵士を失ったが、我々は量と質の両面で成長した。規律と戦闘効率が向上した。我々はかつてボビーピストルと短銃を持って走っていたが、今では戦術戦車グループ、装甲車、砲兵支援とともに働く機会がある。我々は徐々に軍事科学の教義を発展させたが、最初は理論ではなく実践から始めた。訓練と戦闘の過程で、若者たちは戦術と小火器の熟練度を習得した。我々には多くの新たな可能性が開かれた。我々は戦闘作戦で常に我々を失望させる他の小部隊から自由に、前線で独立して活動できるのだ。」と述べた。2017年9月に少佐に昇進し、アゾフ連隊の指揮権を与えられ、ウクライナ軍で最年少の連隊長となった。

### マリウポリ防衛

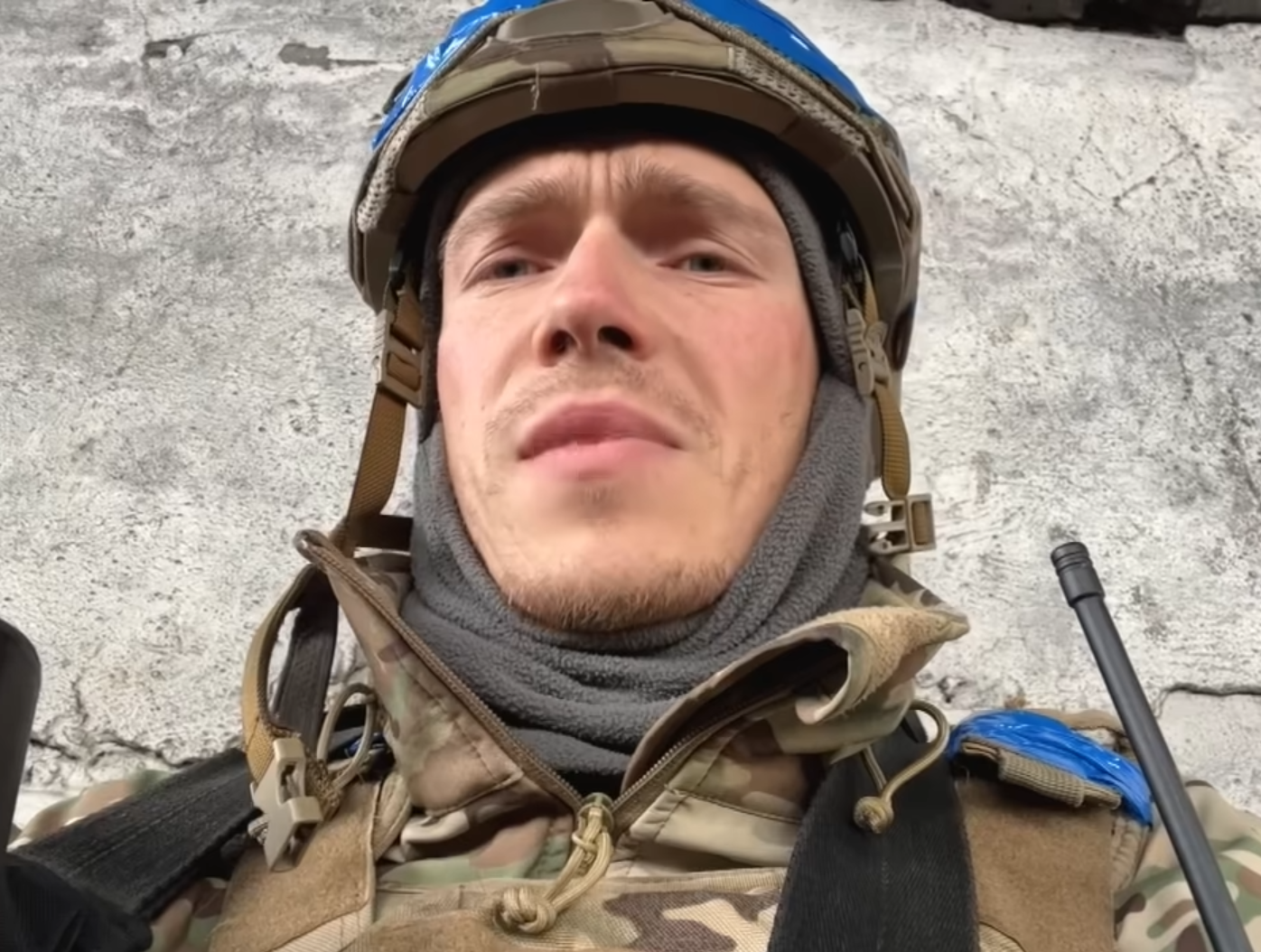
2022年のマリウポリ包囲戦の最中、プロコペンコは3月7日にビデオメッセージを録画し、国際社会にウクライナ上空に飛行禁止空域を設定するよう促し、差し迫った人道危機について警告した。

2022年ロシアによるウクライナ侵攻を受けて、プロコペンコは2022年3月7日にビデオメッセージを録画し、「敵は民間人を砲撃し、都市のインフラを破壊することで戦争のルールを破っており、マリウポリで新たな大量虐殺を行っている」ため、マリウポリでの人道的崩壊を回避するためにウクライナ上空を閉鎖するよう呼びかけた。
2022年3月19日、ウォロディミル・ゼレンスキー大統領は、マリウポリ防衛を指揮した2つの部隊（アゾフ連隊と第36独立海軍歩兵旅団）の指揮官、プロコペンコとウォロディミル・バラニュク大佐にウクライナ英雄を授与した。デニス・プロコペンコ少佐は「勇敢さ、敵の攻撃を撃退した効果的な戦術、そして英雄都市マリウポリの防衛」に対して最高の栄誉を受けた。
2022年4月13日、アゾフ連隊の公式ツイッターアカウントは、プロコペンコを中佐と呼称した。
2022年5月11日、フランシスコ教皇はバチカンでカテリーナ・プロコペンコとユリア・フェドシウクの妻たちと会見した。
2022年5月16日、プロコペンコはソーシャルメディアに「人命救助のため、マリウポリ守備隊は最高軍司令部の承認された決定を実行に移し、ウクライナ国民の支持を期待している」と投稿した。 この声明は、ロシアがアゾフスタリ製鉄所から負傷したウクライナ兵を「避難」させ、治療のためにDPR支配下のノボアゾフスクに搬送するという決定を受けたものである。

#### 捕虜
2022年5月20日、彼はテレグラムの最後のビデオメッセージで「軍の上層部は、我々の駐屯地の兵士の命を救い、都市の防衛をやめるよう命令した」と述べた後、アゾフスタリ製鉄所の最後の防衛隊とともにロシア軍に投降した。ロシア下院がアゾフをテロ組織に分類しようとしていたため、ロシアがプロコペンコを捕虜とみなしたかどうかは疑問のままだった。5月24日、彼の妻カテリーナは、彼がロシアの捕虜であり、電話で話すことができたことを確認した。

### 捕虜交換

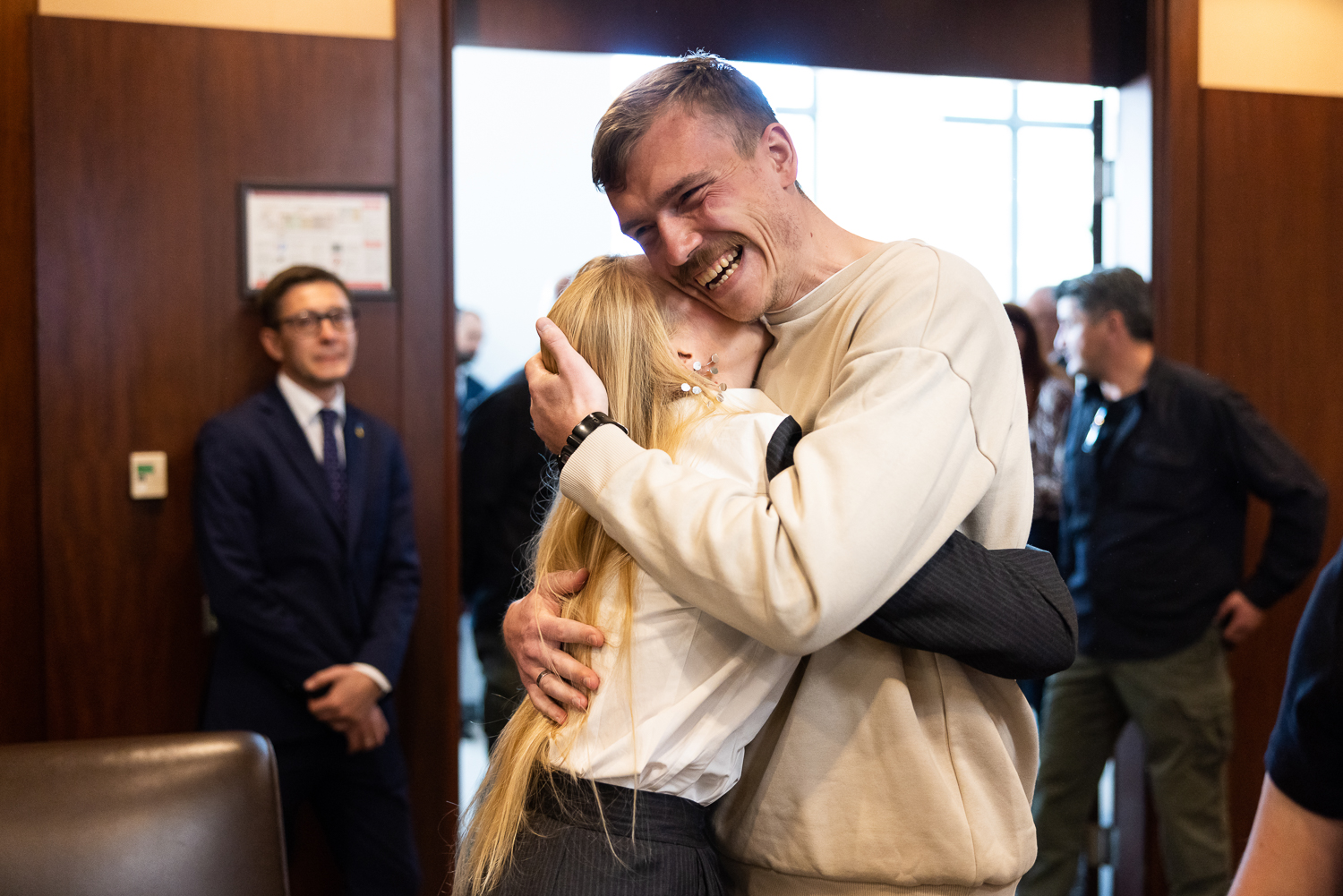
妻のカテリーナとトルコにて

2022年9月21日、プロコペンコは捕虜交換で釈放された。合意に基づき、プロコペンコとマリウポリ包囲戦に参加した他のウクライナの司令官4人は、戦争が終わるまでトルコに留まることが義務付けられていた。
2023年5月のインタビューで、カテリーナ・プロコペンコはトルコでの夫の滞在について詳細を語った。「彼らは閉鎖された警備施設にいます。私たちでさえ正確な場所はわかりません。彼らはリゾートや海にいるわけではありません。彼らには一定の体制があり、規制された通話やスケジュールがあります。彼らはロシアのように拷問を受けていませんが、それでも完全に自由というわけではありません。」彼女は、デニスをロシアの監禁から解放した取引に感謝しているが、彼がすぐにウクライナに戻ってくることを望んでいると述べた。
2023年7月8日、ゼレンスキー大統領は、アゾフの司令官たちがトルコからウクライナに帰還したと発表し、プロコペンコを含む5人の司令官が飛行機に搭乗するビデオを投稿した。7月17日、アゾフ旅団はプレスリリースで、プロコペンコは軍務を再開し、アゾフ旅団の旅団長に復帰すると発表した。
2023年8月4日、プロコペンコは人員の戦術演習に参加した。2023年8月23日、アゾフ旅団の広報は、国民の祝日を記念して前線の指揮所で旗を掲げている「レディス」の写真を公開した。2023年8月より、プロコペンコの指揮下にあるアゾフ旅団は、セレブリャンスキーの森のリマン方面で戦闘任務を遂行している。
2025年4月、ウクライナ軍及びウクライナ国家親衛隊の軍団制への移行により、プロコペンコはウクライナ国家親衛隊の第1軍団長に就任した。

## 栄典
- ウクライナ英雄（金星勲章） - 2022年3月19日[30]
- ボフダン・フメリニツキー勲章（2等） - 2025年8月15日
- ボフダン・フメリニツキー勲章（3等） - 2019年8月24日
- ウクライナ軍功勲章（英語版） - 2015年3月25日[31]